# Humo Masters
Humo Masters (Belgian Masters) – nierankingowy turniej snookera, który odbywał się w latach 1990–1992, a następnie wznowiono go na pojedyncze wydarzenie w grudniu 1995 r. John Parrott wygrał inauguracyjny turniej w 1990 roku Mike Hallett wygrał edycję z 1991 roku  a James Wattana zwyciężył w 1992 roku. Matthew Stevens wygrał ostatni turniej, który wznowiono na rok w grudniu 1995 r.

## Zwycięzcy
| Rok  | Zwycięzca       | Przeciwnik       | Wynik | Sezon   |
| ---- | --------------- | ---------------- | ----- | ------- |
| 1990 | Jan Parrott     | Jimmy White      | 9–6   | 1990/91 |
| 1991 | Mike Hallett    | Neal Foulds      | 9–7   | 1991/92 |
| 1992 | James Wattana   | Jan Parrott      | 10–5  | 1992/93 |
| 1995 | Matthew Stevens | Patrick Delsemme | 7–1   | 1995/96 |